# Citrus Park (Florida)
Citrus Park è un census-designated place (CDP) degli Stati Uniti d'America, situato nello Stato della Florida e in particolare nella contea di Hillsborough.